# Telmatobius macrostomus
Telmatobius macrostomus (лат.) — вид редких и один из самых крупных в мире бесхвостых земноводных, принадлежащий к роду андских свистунов. Эта полностью водная лягушка является эндемиком озёр и связанных с ними вод на высоте 4000—4600 м в Андах (обитает только в озере Хунин и регионе Паско) в центральной части Перу. Она была также завезена в притоки реки Мантаро, хотя неясно, существует ли эта популяция до сих пор.
Взрослые самки могут вырастать до 70 сантиметров в длину и весить более 2 кг, однако их средний размер обычно составляет 12,4—17,3 см, а масса менее 0,5 кг. Самцы мельче самок; некогда распространённая, эта лягушка в настоящее время находится под серьёзной угрозой исчезновения.

## Внешний вид
Telmatobius macrostomus — одна из крупнейших лягушек в мире (после лягушки голиафа) и самая крупная исключительно водная лягушка, хотя иногда таковой считают её близкого родственника титикакского свистуна. Эта лягушка с гладкой кожей тёмно-коричневого оттенка вырастает до 30 см в длину от носа до анального отверстия, и до 70 сантиметров с вытянутыми задними ногами. Она может весить примерно до 2 кг, и только задние ноги могут превышать 40 см в длину. Фьельдсо Туеро (1983) заявил, что самый крупный экземпляр из коллекции научного музея в Ондоресе (деревня на берегу озера Хунин) имел длину тела 30 см, задние конечности около 70 см и массу тела 2,8 кг. Начиная с 1990-х годов популяции T. macrostomus резко сократились. Крупные особи длиной более 20 см не были обнаружены в течение последних четырёх десятилетий. Лягушки, продаваемые на местных продовольственных рынках, в основном имеют длину 10—17 см и редко достигают 20 см.
Очень крупные особи встречаются редко; у большинства взрослых особей длина от носа до анального отверстия составляет 12,4—17,3 см, а масса менее 0,5 кг. Как и у большинства бесхвостых амфибий, самки T. macrostomus крупнее самцов.
Иногда T. macrostomus путают с близкородственным видом Telmatobius brachydactylus.

## Жизненный цикл
Половое созревание (брачные подушечки у самцов, образование яиц у самок) наступает при размере не менее 118—120 мм; только одна самка из шести других длиной менее 100 мм была взрослой и готовой к размножению. В марте 1984 года была тщательно измерена и изучена взрослая самка длиной 159 мм, пойманная в Лагуне Пунрун, Серро-де-Паско, а в марте 1988 был пойман гигантский головастик с длиной тела 75 мм и полной длиной с хвостом порядка 179 мм. В неволе все молодые особи достигали половой зрелости через 30 месяцев после метаморфоза, но большинство в возрасте двух лет. Другие, скелетохронологические данные указывают на то, что в естественной среде обитания половое созревание происходит позже, редко через два года, обычно после трех. Разница примерно в один год между выращенными в неволе и дикими особями может быть обусловлена оптимизированным питанием и более тёплой температурой воды во время содержания в неволе. Скудные данные, имеющиеся о росте T. macrostomus в неволе, подчеркивают, что скелетохронология не сильно ошиблась в оценке демографии свободно обитающих особей. Таким образом, самым старым экземплярам взрослых образцов было 6-8 лет при длине в 20 см.
Головастик лягушек вида может быть очень большим, до 20 см в длину, после метаморфоза длина молодого лягушонка составляет 65—75 мм.

## Образ жизни

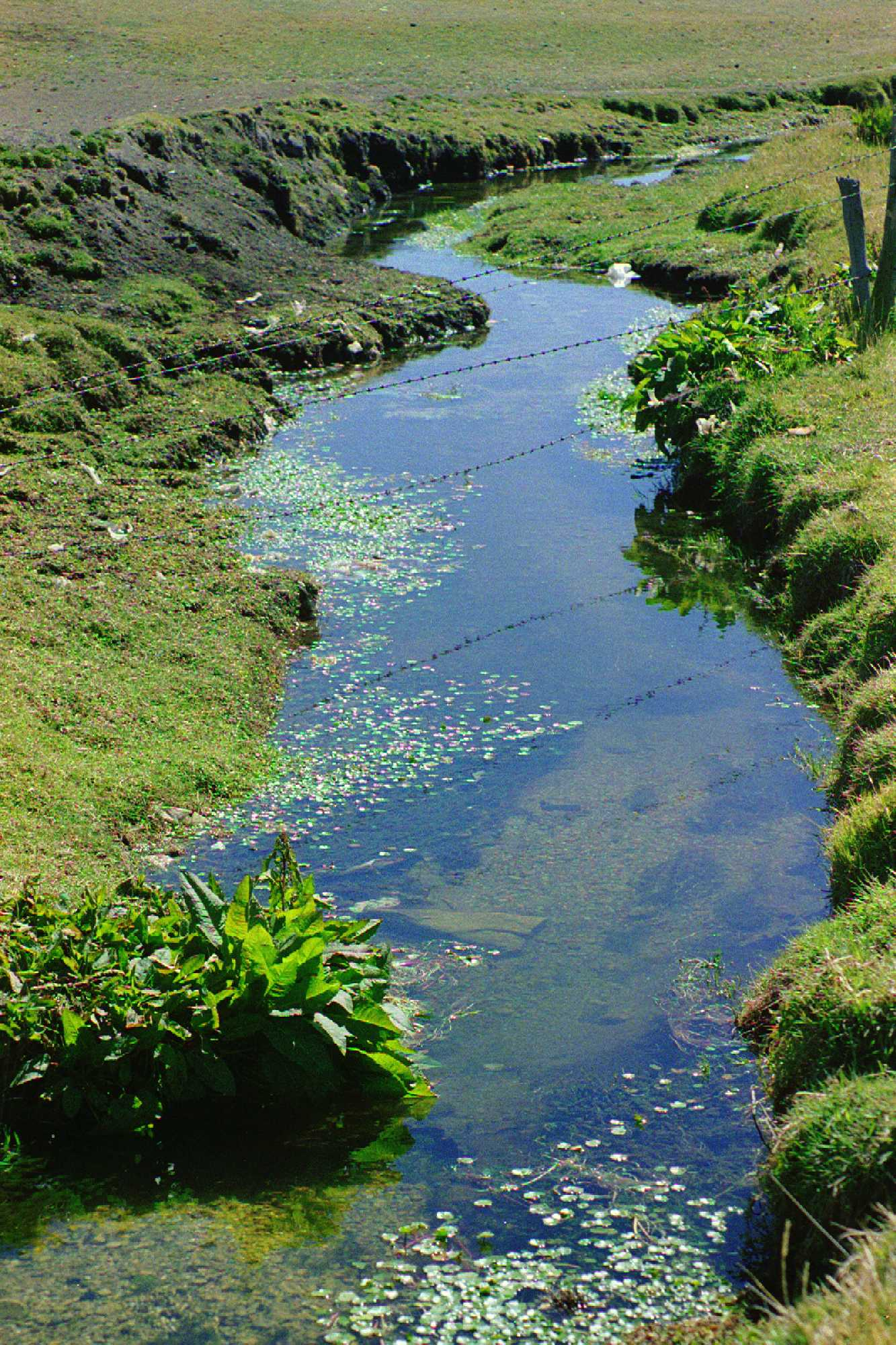
Место обитания

T. macrostomus является полностью водным видом и обитает только в озёрах (в особенности озере Хунин, с чем связано английское название этой лягушки у местных жителей), реках, ручьях и каналах. Это бесхвостое земноводное также было завезено в верхнюю часть реки Мантаро, но неясно, сохранилась ли эта популяция.
Эта лягушка обычно обитает на глубине от мелководья до 12 м, но предпочитает места с обширной водной растительностью и на глубине 1—5 м. Температура воды, в которой обитает жаба, обычно составляет от 7 до 17 °C. Некоторые особи в неволе содержались в аквариумах более 5 лет при температуре около 20 °C.
Питается водными улитками (особенно часто поедает улиток из семейства физид), бокоплавами, водными насекомыми (в особенности личинками подёнок-баэтид) и мелкой рыбой, а также другими лягушками и небольшими млекопитающими.
На лягушек охотятся хищные птицы и форель.

## Угрозы и охрана
Когда-то распространённый, T. macrostomus теперь очень редок и считается находящимся под угрозой исчезновения. В 2012 году было обнаружено лишь несколько особей в трёх местах, что показало угрозу полного исчезновения данного вида.
Основными угрозами для вида являются отлов для потребления в пищу человеком, поедание завезённой в озёра форелью, загрязнение от горнодобывающей промышленности, сельского хозяйства, а также засух. Эти факторы также способствовали исчезновению пищи лягушек, в том числе рыб рода Orestias. Многие виды бесхвостых, в том числе и T. macrostomus, вымирают из-за таких заболеваний, как хитридиомикоз и Ranavirus. Особенно крупная массовая гибель T. macrostomus произошла в 1996 году, но причина этого неизвестна.
Большая часть ареала вида является охраняемой, но этого недостаточно. Местные и национальные группы, частично финансируемые из международных биологических обществ, начали проекты по мониторингу и сохранению этого вида, а также по обучению людей охранять лягушек. В 2008 году в двух местах на озере Хунин была начата экспериментальная программа разведения T. macrostomus в неволе, в результате которой было получено несколько тысяч головастиков, но этот проект был прекращен в 2012 году. После этого учёные планируют исследовать этот вид и существенно повысить популяцию.

## Взаимодействие с человеком
Лягушек вида часто употребляют в пищу: как в качестве источника белка, так и для приготовления напитков с предполагаемыми лечебными свойствами.

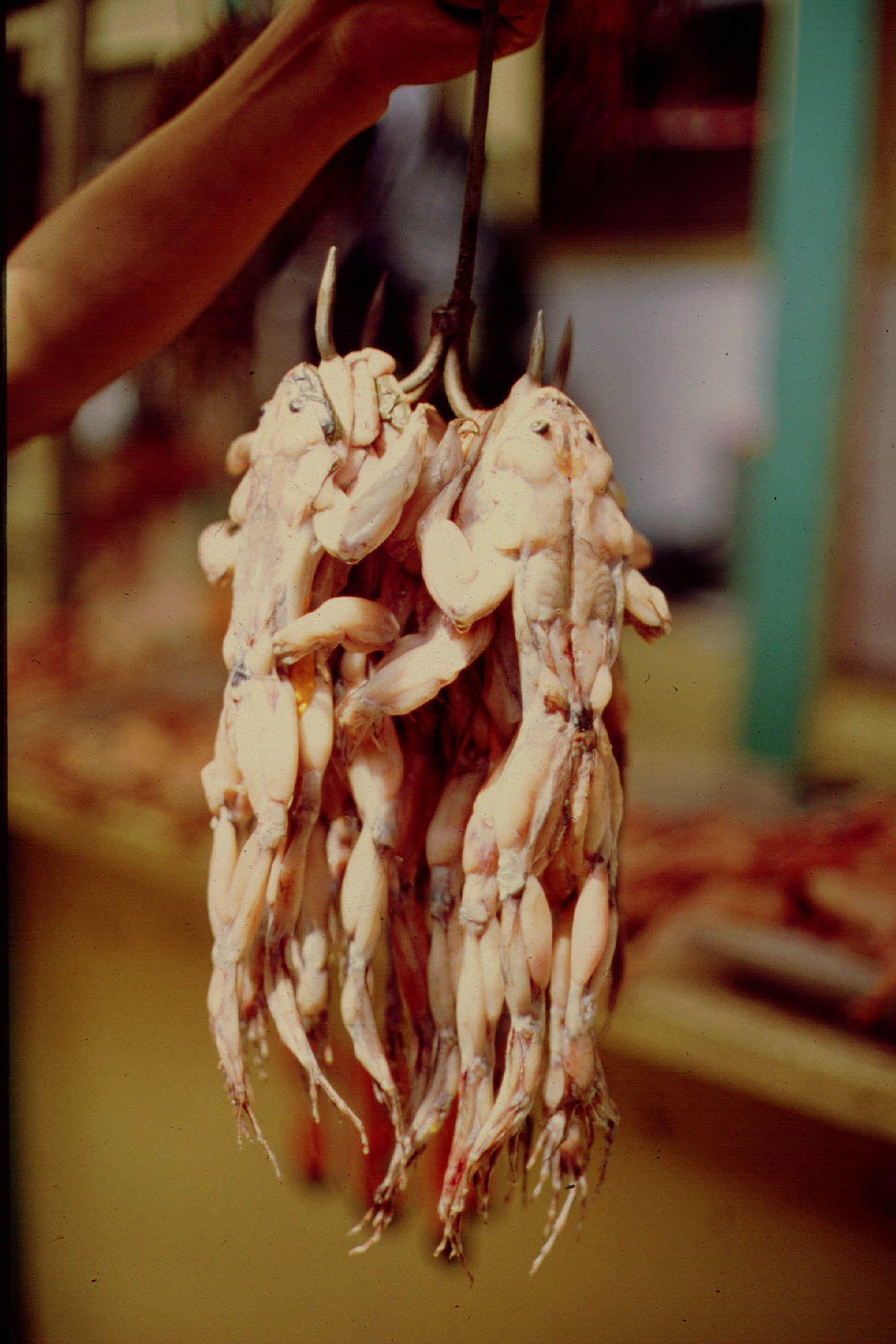
Пойманные особи на рынке
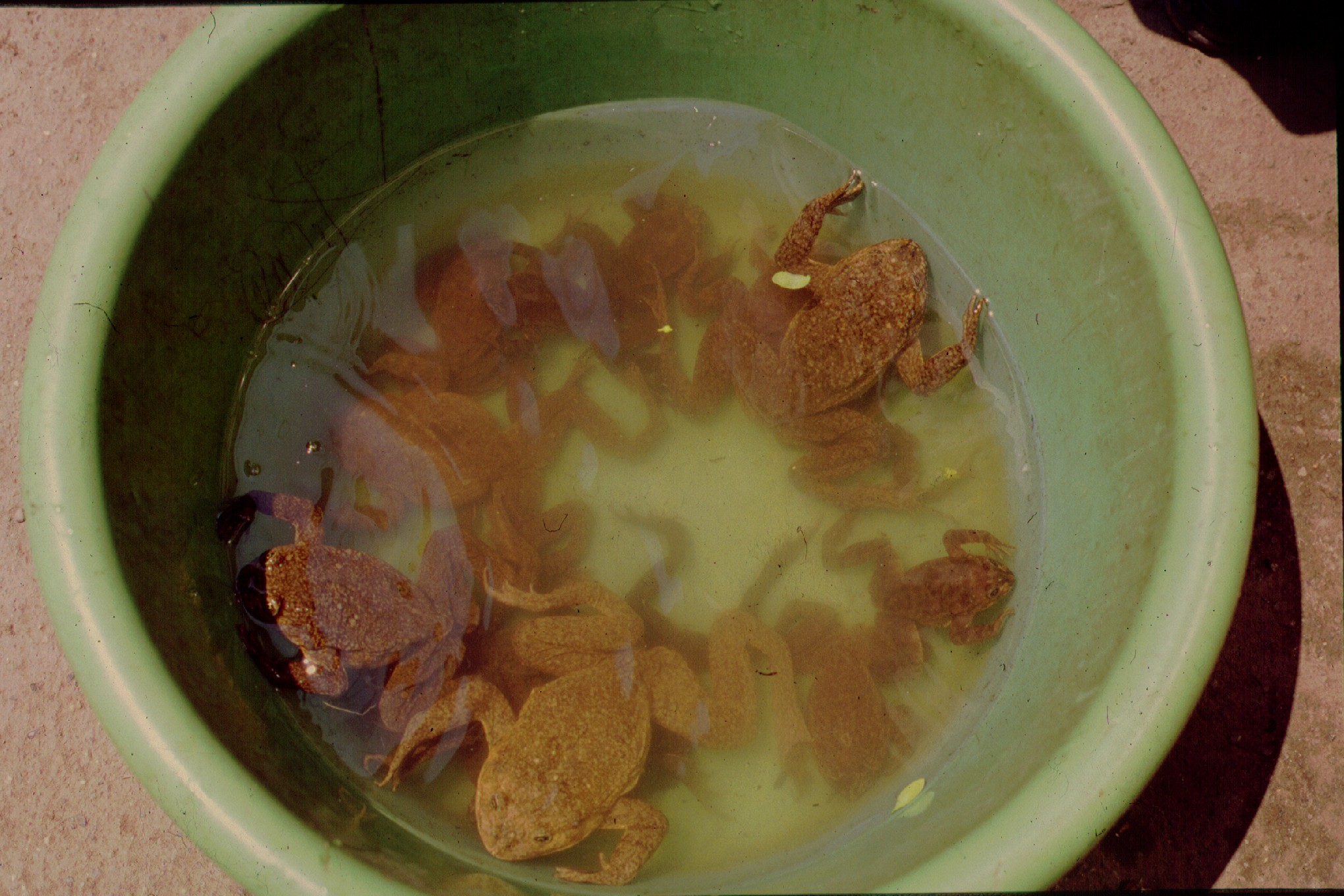
Продающиеся лягушки в Уанкайо